# Listă de filme creștine
Aceasta este o listă parțiale de filme creștine:

## Anii 1910

### 1912
- From the Manger to the Cross (octombrie 3)

### 1914
- The Photo-Drama of Creation (dată necunoscută)
- Judith of Bethulia (martie 8)

## Anii 1920

### 1922
- Samson and Delilah (decembrie 25)

### 1923
- The Ten Commandments (noiembrie 23)

### 1927
- The King of Kings (aprilie 19)

### 1928
- Luther (februarie 16)
- The Passion of Joan of Arc (aprilie 21)

## Anii 1930

### 1938
- Boys Town (septembrie 9)
- Angels with Dirty Faces (noiembrie 26)

### 1939
- The Great Commandment (octombrie 2)

## Anii 1940

### 1941
- The Blood of Jesus (dată necunoscută)

### 1942
- Brother Martin: Servant of Jesus (dată necunoscută)

### 1943
- The Song of Bernadette (decembrie 21)

### 1944
- Go Down, Death! (dată necunoscută)
- Going My Way (mai 3)
- The Keys of the Kingdom (decembrie 15)

### 1945
- Rome, Open City (septembrie 27)
- The Bells of St. Mary's (decembrie 6)

### 1947
- The Fugitive (iulie 2)
- Monsieur Vincent (noiembrie 5)

### 1948
- The Miracle of the Bells (martie 27)
- Joan of Arc (septembrie 15)

### 1949
- Come to the Stable (septembrie)
- Samson and Delilah (octombrie 31)

## Anii 1950

### 1950
- The Flowers of St. Francis (decembrie 14)

### 1951
- Diary of a Country Priest (februarie 7)
- David and Bathsheba (august 10)
- Quo Vadis (noiembrie 8)

### 1952
- The Miracle of Our Lady of Fatima (august 20)

### 1953
- I Confess (martie 22)
- Martin Luther (mai 8)
- The Robe (septembrie 16)
- The Heart of the Matter (noiembrie 3)

### 1954
- Demetrius and the Gladiators (June 18)
- Giovanna d'Arco al rogo (decembrie 20)
- The Silver Chalice (decembrie 20)

### 1955
- The Miracle of Marcelino (februarie 24)

### 1956
- The Ten Commandments (octombrie 5)
- Friendly Persuasion (noiembrie 25)

### 1957
- Saint Joan (mai 8)

### 1959
- The Big Fisherman (august 4)
- The Nun's Story (iulie 18)
- Ben-Hur (noiembrie 18)

## Anii 1960

### 1960
- The Story of Ruth (June 17)

### 1961
- Hoodlum Priest (martie 26)
- Francis of Assisi (iulie 12)
- King of Kings (octombrie 20)
- Barabbas (decembrie 23)

### 1963
- Sodom and Gomorrah (ianuarie 23)
- Crinii câmpului (iulie 5)
- The Shoes of the Fisherman (noiembrie 14)
- The Cardinal (decembrie 12)

### 1964
- In His Steps (dată necunoscută)
- Man in the 5th Dimension (aprilie 1)
- Saul and David (la sfârșitul lunii iunie 1968)
- The Gospel According to St. Matthew (octombrie 2)

### 1965
- The Greatest Story Ever Told (februarie 15)
- The Sound of Music (martie 2)
- The Agony and the Ecstasy (octombrie 7)

### 1966
- The Bible: In the Beginning (septembrie 28)
- Un om pentru eternitate (decembrie 12)

### 1967
- The Gospel Blimp

## Anii 1970

### 1970
- The Cross and the Switchblade

### 1971
- If Footmen Tire You, What Will Horses Do? (dată necunoscută)

### 1972
- A Thief in the Night (dată necunoscută)
- Marjoe (iulie 24)
- Pope Joan (septembrie 29)

### 1973
- Jesus Christ Superstar (august 15)
- Godspell (august 24)

### 1974
- The Burning Hell (dată necunoscută)
- Luther (ianuarie 21)
- The Abdication (octombrie 3)

### 1975
- The Hiding Place (februarie 15)
- Moses the Lawgiver (June 21)

### 1977
- Isus din Nazaret (aprilie 3)

### 1978
- A Distant Thunder (dată necunoscută)
- Born Again (octombrie)
- The Nativity (decembrie 17)

### 1979
- Jesus (octombrie 19)
- Christmas Lilies of the Field (decembrie 16)

## Anii 1980

### 1980
- Image of the Beast (dată necunoscută)
- Joni (mai 30)

### 1981
- Peter and Paul (aprilie 12)
- Chariots of Fire (octombrie 9)

### 1983
- The Prodigal Planet (dată necunoscută)
- The Scarlet and the Black (februarie 2)
- Tender Mercies (martie 4)

### 1984
- Samson and Delilah (aprilie 1)
- Mass Appeal (decembrie 6)

### 1985
- Hi-Tops (dată necunoscută)
- A.D. (martie 31)
- Hinugot sa Langit (June 7)
- Agnes of God (august 21)

### 1986
- Thérèse (septembrie 24)
- The Mission (octombrie 31)

### 1987
- Au revoir, les enfants (octombrie 7)
- The Little Troll Prince (decembrie)

### 1989
- Jesus of Montreal (mai 17)
- Hell's Bells: The Dangers of Rock 'N' Roll (august 1)
- Romero (august 25)

## Anii 1990

### 1990
- China Cry (noiembrie 2)

### 1992
- Second Glance (film) (dată necunoscută)

### 1993
- Seasons of the Heart (dată necunoscută)
- Household Saints (septembrie 15)

### 1994
- Abraham (aprilie 3)
- The Visual Bible: Acts (octombrie 1)
- Jacob (decembrie 4)

### 1995
- Joseph (aprilie 16)
- Slave of Dreams (decembrie 10)

### 1996
- The Spitfire Grill (ianuarie 24)
- Samson and Delilah (decembrie 8)

### 1997
- The Apostle (decembrie 17)

### 1998
- Apocalypse (dată necunoscută)
- Joseph's Gift (dată necunoscută)
- The Book of Life (mai 26)
- The Prince of Egypt (decembrie 18)

### 1999
- Apocalypse II: Revelation (mai 7)
- The Moment After (iulie 4)
- The Omega Code (octombrie 15)
- Mary, Mother of Jesus (noiembrie 14)

## Anii 2000

### 2000
- Apocalypse III: Tribulation (ianuarie 14)
- Jesus (mai 14)
- The Miracle Maker (martie 31)
- Left Behind: The Movie (septembrie 4)
- Mercy Streets (octombrie 31)
- Christy: Return to Cutter Gap (noiembrie 19)

### 2001
- Apocalypse IV: Judgment (dată necunoscută)
- Late One Night (dată necunoscută)
- Carman: The Champion (martie 2)
- Lay It Down (aprilie 3)
- Christy: A Change of Seasons (mai 13)
- Megiddo: The Omega Code 2 (septembrie 7)
- Extreme Days (septembrie 28)
- The Miracle of the Cards (noiembrie 10)

### 2002
- The Climb (februarie 22)
- Amen. (februarie 27)
- Jonah: A VeggieTales Movie (octombrie 4)
- Time Changer (octombrie 25)
- Left Behind II: Tribulation Force (octombrie 29)
- The Miracle of the Cards (noiembrie 10)

### 2003
- Christmas Child (dată necunoscută)
- Ben Hur (februarie 15)
- The Gospel of John (martie 18)
- Bells of Innocence (aprilie 6)
- Flywheel (aprilie 9)
- Love Comes Softly (aprilie 13)
- Hangman's Curse (septembrie 12)
- The Light of the World (octombrie 3)
- Luther  (octombrie 30)

### 2004
- Livin' It (dată necunoscută)
- The Passion of the Christ (ro. Patimile lui Hristos (februarie 25)
- Six: The Mark Unleashed (June 29)
- Love's Enduring Promise (noiembrie 20)

### 2005
- The Perfect Stranger (dată necunoscută)[1]
- The Gospel (octombrie 7)
- Left Behind: World at War (octombrie 21)
- Into Great Silence (noiembrie 10)
- The Chronicles of Narnia: The Lion, the Witch and the Wardrobe (decembrie 8)

### 2006
- Aimee Semple McPherson (January)
- End of the Spear (ianuarie 20)
- The Second Chance (februarie 17)
- Prince Vladimir (februarie 23)
- The Visitation (februarie 28)
- The Moment After 2: The Awakening (mai 28)
- God Help Me (iulie 13)
- Unidentified (august 18)
- Livin' It LA (septembrie 1)
- Amazing Grace (septembrie 16)
- Facing the Giants (septembrie 29)
- Love's Abiding Joy (octombrie 6)
- One Night with the King (octombrie 13)
- Secret of the Cave (octombrie 20)
- Color of the Cross (octombrie 27)
- Faith Like Potatoes (octombrie 27)
- The Genius Club (octombrie 27)
- The Island (noiembrie 23)
- The Nativity Story (decembrie 1)

### 2007
- The Last Sin Eater (februarie 9)
- The Ultimate Gift (martie 9)
- Pray (martie 25)
- Love's Unending Legacy (aprilie 7)
- The Apocalypse (mai 22)
- Saving Sarah Cain (august 19)
- The Prodigal Trilogy (octombrie 17)
- The Ten Commandments (octombrie 19)
- Noëlle (decembrie 7)
- Love's Unfolding Dream (decembrie 15)

### 2008
- Pilgrim's Progress: Journey to Heaven (dată necunoscută)
- The Pirates Who Don't Do Anything: A VeggieTales Movie (ianuarie 11)
- 2012 Doomsday (februarie 12)
- Me & You, Us, Forever (februarie 15)
- The Passion (martie 16)
- The Moses Code (aprilie 5)
- The Chronicles of Narnia: Prince Caspian (mai 16)
- The Sound of a Dirt Road (august 18)
- Fireproof (septembrie 26)
- Billy: The Early Years (octombrie 10)
- Saving God (octombrie 18)
- Sunday School Musical (octombrie 21)
- House (noiembrie 7)
- Pendragon: Sword of His Father (noiembrie 25)

### 2009
- The Imposter (dată necunoscută)
- Bringing Up Bobby(dată necunoscută)[2]
- The Heart of Texas (ianuarie 1)
- Song Man (februarie 2)
- Come What may (martie 17)
- The Cross (martie 27)
- The One Lamb (martie 30)
- C Me Dance (aprilie 3)
- Love Takes Wing (aprilie 4)
- The Widow's Might (aprilie 13)
- Click Clack Jack: A Rail Legend (septembrie 1)
- Love Finds a Home (septembrie 5)
- The Lost & Found Family (septembrie 15)
- The Secrets of Jonathan Sperry (septembrie 18)
- Homeless for the Holidays (octombrie 16)
- The Mysterious Islands (noiembrie)
- Sarah's Choice (noiembrie 1)
- The River Within (noiembrie 10)
- Birdie & Bogey (noiembrie 17)
- In the Blink of an Eye (noiembrie 17)
- Side Order (decembrie 4)
- A Greater Yes: The Story of Amy Newhouse (decembrie 15)
- The Book of Ruth: Journey of Faith (decembrie 15)

## Anii 2010

### 2010
- Finding Hope Now (dată necunoscută)
- Holyman Undercover (ianuarie 12)
- No Greater Love (ianuarie 19)
- To Save a Life (ianuarie 22)
- Preacher's Kid (ianuarie 29)
- Letters to God (aprilie 9)
- What If... (august 20)
- Like Dandelion Dust (septembrie 24)
- The Chronicles of Narnia: The Voyage of the Dawn Treader (decembrie 10)
- Hero (TBA)
- The Screwtape Letters (TBA)

### 2011
- The Grace Card (februarie 25)
- Soul Surfer (aprilie 8)
- Rejoice and Shout (June 3)
- Jerusalem Countdown (august 26)
- Suing the Devil (august 26)
- Courageous (septembrie 30)

### 2012
- Semnul fiarei
- Noah's Ark: The New Beginning (TBA)
- Left Behind (TBA)
- October Baby (martie 23)
- Brother's Keeper (Fall 2012)
- Georgia Justice (Fall 2012)

### 2013
- The Bible (3-31 martie 2013)
- Home Run (19 aprilie)
- Unstoppable (24 septembrie)
- Grace Unplugged (4 octombrie)
- I'm in Love with a Church Girl (18 octombrie)
- The Christmas Candle (22 noiembrie)
- Let it Shine (februarie)

### 2014
- Son of God (28 februarie)
- God's Not Dead (21 martie)
- Noah (28 martie)
- Heaven Is for Real (18 aprilie)
- Moms' Night Out (9 mai)
- Persecuted (9 mai)
- Left Behind (20 iunie)
- Exodus (12 decembrie)

### 2015
- The Resurrection of Jesus Christ
- Convinced  (în regia lui Donald J. Johnson)

### 2016
n/a